# Średnia skocznia narciarska
Średnia skocznia narciarska – skocznia narciarska, której wielkość (HS) to 50–84 metrów, natomiast punkt konstrukcyjny wynosi 45–74 metrów. Termin skocznia średnia jest niekiedy (niepoprawnie) używany zamiennie z terminem skocznia normalna.
W Polsce istnieją cztery czynne średnie skocznie narciarskie. Są to Skalite i Biła w Szczyrku, Mała Krokiew w Zakopanem oraz skocznia w Wiśle-Łabajowie.

## Średnie skocznie posiadające homologacjęFIS
Austria
| Miejscowość   | Skocznia                   | K / HS [m]   |
| ------------- | -------------------------- | ------------ |
| Bischofshofen | Laideregg-Schanze          | K-65 / HS-78 |
| Eisenerz      | Erzbergschanze             | K-64 / HS-70 |
| Seefeld       | Toni-Seelos-Olympiaschanze | K-68 / HS-75 |
| Tschagguns    | skocznia HS66              | K-60 / HS-66 |

 Czechy
| Miejscowość | Skocznia | K / HS [m]   |
| ----------- | -------- | ------------ |
| Harrachov   | Čerťák   | K-70 / HS-73 |

 Francja
| Miejscowość | Skocznia               | K / HS [m]   |
| ----------- | ---------------------- | ------------ |
| Gérardmer   | Tremplin des Bas-Rupts | K-65 / HS-72 |

 Kazachstan
| Miejscowość | Skocznia      | K / HS [m]   |
| ----------- | ------------- | ------------ |
| Ałmaty      | Gornyj Gigant | K-60 / HS-66 |

 Korea Południowa
| Miejscowość | Skocznia              | K / HS [m]   |
| ----------- | --------------------- | ------------ |
| Pjongczang  | Alpensia Jumping Park | K-60 / HS-66 |

 Niemcy
| Miejscowość  | Skocznia                   | K / HS [m]   |
| ------------ | -------------------------- | ------------ |
| Bischofsgrün | Ochsenkopfschanze          | K-64 / HS-71 |
| Breitenberg  | Baptist-Kitzlinger-Schanze | K-74 / HS-78 |
| Hinterzarten | Europa-Park-Schanze        | K-70 / HS-77 |
| Oberstdorf   | Schattenbergschanze        | K-56 / HS-60 |
| Pöhla        | Pöhlbachschanze            | K-60 / HS-65 |

 Polska
| Miejscowość | Skocznia        | K / HS [m]   |
| ----------- | --------------- | ------------ |
| Szczyrk     | Skalite         | K-70 / HS-77 |
| Zakopane    | Średnia Krokiew | K-65 / HS-72 |

 Rosja
| Miejscowość | Skocznia  | K / HS [m]   |
| ----------- | --------- | ------------ |
| Czajkowskij | Snieżynka | K-65 / HS-72 |

 Rumunia
| Miejscowość | Skocznia                    | K / HS [m]   |
| ----------- | --------------------------- | ------------ |
| Râșnov      | Trambulina Valea Cărbunării | K-64 / HS-71 |

 Słowenia
| Miejscowość | Skocznia            | K / HS [m]   |
| ----------- | ------------------- | ------------ |
| Planica     | Bloudkova velikanka | K-56 / HS-61 |
| Planica     | Bloudkova velikanka | K-72 / HS-82 |
| Žiri        | skocznia HS65       | K-60 / HS-65 |

 Szwajcaria
| Miejscowość | Skocznia             | K / HS [m]   |
| ----------- | -------------------- | ------------ |
| Einsiedeln  | Simon Ammann-Schanze | K-70 / HS-77 |
| Kandersteg  | Blüemlisalp-Schanze  | K-65 / HS-72 |